# Damasak
Damasak es la principal ciudad del distrito de Mobbar, en el estado nigeriano nororiental de Borno. Se encuentra cerca de la confluencia de los ríos Yobe y Komadugu Gana, contigua a la frontera con Níger.
Dos carreteras principales llegan a Damasak; la primera desde Gubio y Maiduguri, la capital de Borno, en el sur y la segunda desde Kukawa y Baga en el este.
En años recientes, la creciente desertificación en el norte de Nigeria ha sido un problema para la ciudad.

## Historia
Según leyenda, la ciudad fue fundada por Kamkama Modu, un Karde de Bagirmi.
Damasak fue un baluarte de la civilización sao en el siglo XVI y estuvo rodeado por los altos muros característicos de esta. Parece que llegó a tener cierta preeminencia religiosa entre las ciudades-estado sao. Fue conquistada por Idris Aluma tras un asedio en las décadas de 1570 o 1580, siendo la conquista narrada por Ibn Furtu (que la llama "Sao-Gafata").
La ubicación actual de Damasak probablemente no era su ubicación original. El historiador Graham Connah visitó el área en 1965 y recoge que un grupo de hombres locales le narró que la ubicación actual se encontraba a aproximadamente 1 km al oeste de su ubicación previa (dónde se pueden observar montículos),  habiendo sido abandonada la anterior en la primera mitad del siglo XIX tras ser ocupada aproximadamente 100 años.
El explorador alemán Heinrich Barth (1821-1865) describió que la década de 1850 Damasak (deletreado Dammasak) todavía podía ser identificado en la ribera del río al que dio nombre pero que ahora era llamado "Fatoghana". También informa que Edris, rey de Bornu en 1353–76, murió en Damasak según algunas crónicas.
En marzo de 2015, al menos 70 cuerpos fueron encontrados a las fueras de la ciudad. Los cuerpos fueron descubiertos poco después de la ciudad hubiera sido retomada de manos de Boko Haram. El 24 de marzo de 2015, los relatos de los residentes describieron más de 400 mujeres y niños de la ciudad tomados por la fuerza durante la huida de Boko Haram de la ciudad.